# Ramón F. Iturbe
Ramón Fuentes Iturbe (Mazatlán, Sinaloa, 7 de noviembre de 1889 - Ciudad de México, 27 de octubre de 1970) fue un militar y político mexicano.

## Biografía
Nació en Mazatlán, Sinaloa, el 7 de noviembre de 1889. En 1908, comenzó en su carrera política en las elecciones para gobernador del estado: Iturbe apoyó a José Ferrel, quien fue derrotado por Diego Redo, el candidato impuesto por Porfirio Díaz. 
En 1910 se afilió al bando maderista. Sin embargo, fue descubierto y tuvo que huir a Durango. Fue ahí donde comenzó el movimiento revolucionario. El 12 de enero de 1911 tomó Tamazula y el 6 de mayo, se había hecho con el control de Topia. El 22 de mayo obtuvo el grado de General Brigadier. A fines de mayo se adentró en Sinaloa y el 2 de junio tomó Culiacán. Cuando Madero subió la presidencia, Iturbe viajó a Estados Unidos a estudiar ingeniería, pero en 1913, al saber del golpe de Estado realizado por Victoriano Huerta, regresó a México para unirse a las fuerzas constitucionalistas. Tomó Culiacán y Mazatlán. 
Durante la Convención de Aguascalientes, tomó  partido  por los carrancistas. Combatió al villismo en Sinaloa, Jalisco y Colima. En 1915, Carranza lo nombró Embajador de México en Japón[cita requerida]. Retirado de la milicia, en 1917 se postuló como candidato a la gubernatura de Sinaloa. Su oponente fue Ángel Flores. Iturbe ganó las elecciones. Durante su gobierno se intensificó el comercio, lo que llevó a Sinaloa a convertirse en una de las principales economías de la nación. También se mejoraron las líneas telefónicas y telegráficas y se modernizó la infraestructura. 
Su mandato terminó en 1920, siendo sucedido por Ángel Flores. Participó en la rebelión escobarista de 1929, pero tras la derrota de ésta, tuvo que huir a Estados Unidos. Sin embargo, regresó a México en 1933, después de que el gobierno federal le concedió la amnistía. En 1937, se convirtió en  diputado federal a la XXXVII Legislatura del Congreso de la Unión de México, por el Distrito Electoral de Mazatlán. En 1941, volvió a ser nombrado Embajador en Japón, pero tras el ataque a Pearl Harbor, él protestó y fue encarcelado durante un tiempo. Regresó a México en la década de 1950, siendo nombrado Segundo Comandante de la Legión de Honor de Veteranos de la Revolución. En 1966, recibió la medalla Belisario Domínguez.  
Iturbe murió en la Ciudad de México, el 27 de octubre de 1970, días después del deceso del expresidente Lázaro Cárdenas del Río y antes del ascenso de Luis Echeverría a la presidencia.